# Sant Genís dels Agudells
Sant Genís dels Agudells este un cartier din districtul 7, Horta-Guinardó, al orasului Barcelona.